# 綿内村
綿内村（わたうちむら）は長野県上高井郡にあった村。現在の長野市若穂綿内にあたる。

## 地理
- 山：妙徳山
- 河川：千曲川

## 歴史
- 1889年（明治22年）4月1日 - 町村制の施行により、近世以来の綿内村が単独で自治体を形成。
- 1959年（昭和34年）4月1日 - 川田村・保科村と合併して若穂町が発足。同日綿内村廃止。

## 交通

### 鉄道路線
- 長野電鉄
  - 河東線
    - 綿内駅

1966年から2012年まで旧村域に若穂駅が所在したが、当時は未開業。

### 道路
- 谷街道（現・国道403号）

現在は旧村域に上信越自動車道の須坂長野東インターチェンジの敷地の一部が所在するが、当時は未開通。